# 桑芬什 (圣玛丽亚-达费拉)
桑芬什是葡萄牙阿威罗区的一个堂区。总面积3.7平方公里，总人口1970人，人口密度532.4人/平方公里。